# Éducasources
Éducasources est un service en ligne édité par le Centre national de documentation pédagogique (CNDP) qui propose aux enseignants la description de près de 5 000 ressources numériques en adéquation avec les programmes scolaires et issues exclusivement de sites web institutionnels ou de sites d'associations reconnues ou agréées par une institution.

## Historique
Éducasources est le résultat de plus de 10 ans d'expérience du Centre national de documentation pédagogique (CNDP) et du réseau SCÉRÉN en matière de description de ressources numériques en ligne :
- 1996 : commande du Ministère de l'Éducation nationale au CNDP d'une base de données de "sources d'informations" pour les enseignants

- 1997 : ouverture de 2 services :

1. Educasource : base de données de sites Web encyclopédiques pour les enseignants
2. Didacsource : base de données de sites didactiques

- 1999 : demande du Ministère de l'Éducation nationale au CNDP de création d'un portail professionnel pour les enseignants proposant un annuaire des principales pages Web des sites de l'éducation nationale (ministère, académie, établissements sous tutelle, etc.).

- 2000 : 2 services proposés au public :

1. Educlic : portail des professionnels de l'éducation
2. Nouvelle version d'Educasource regroupant Didacsource et la première version d'Educasource

- 2006 : Ouverture d'Éducasources fusionnant dans un seul service Educlic et Educasource.

## Politique documentaire restrictive
Les ressources proposées par Éducasources sont sélectionnées par les documentalistes du SCÉRÉN sur un corpus restreint de sites :
- les sites de l’Éducation nationale,
- les autres sites institutionnels français,
- les sites institutionnels étrangers et internationaux,
- les sites d’associations ayant reçu un agrément institutionnel ou étant reconnues d’utilité publique.

Ce choix est motivé par la nécessité de proposer aux enseignants des ressources dont le contenu est validé par une institution et dont la source est facilement vérifiable.

## Utilisation d'un schéma de description compatible avec les normes et les standards demétadonnées
Éducasources utilise le schéma de description des ressources pédagogiques numériques MétaSCÉRÉN qui est compatible avec le standard international LOM, la norme française LOMFR et la norme internationale Dublin Core.

## Services proposés
- des sélections thématiques en lien avec l’actualité éducative ;
- une mise à jour régulière de la base de données par des experts pédagogiques et des documentalistes du CÉRÉN ;
- des ressources en ligne accompagnées d’informations documentaires et pédagogiques : résumé, auteur,

éditeur, public, discipline, etc. ;
- une navigation ergonomique qui permet d’affiner ses recherches avec des vocabulaires spécifiques

à l’Éducation nationale ;
- la possibilité de mémoriser les ressources de son choix et d’enregistrer sa sélection sous format bibliographique ;
- le service ÉducaMéta qui permet d'éditer des métadonnées dans différents schémas (LOM, LOMFR, Dublin Core et MétaSCÉRÉN) et de convertir des fichiers de métadonnées d'un schéma vers un autre.